# Джошуа Гетт
Джошуа Гетт (англ. Joshua Gatt, нар. 29 серпня 1991, Плімут) — американський футболіст, нападник норвезького клубу «Молде» та національної збірної США.
Дворазовий чемпіон Норвегії.

## Клубна кар'єра
Вихованець юнацьких футбольних шкіл Мічигану. Під час участі у молодіжному турнірі у Швейцарії привернув увагу скаутів декількох європейських команд. За результатами оглядин в австрійському «Альтаху» уклав з цим клубом 2010 року професійний контракт. Відразу став залучатися до ігор основної команди клубу, у складі якої взяв участь у 14 матчах чемпіонату, відзначившись 5 забитими голами.
До складу норвезького «Молде» приєднався 2011 року. Відтоді встиг відіграти за команду з Молде 53 матчі в національному чемпіонаті.

## Виступи за збірні
2008 року дебютував у складі юнацької збірної США.
Протягом 2010—2011 років залучався до складу молодіжної збірної США. На молодіжному рівні зіграв у 4 офіційних матчах, забив 3 голи.
2012 року дебютував в офіційних матчах у складі національної збірної США.

## Титули і досягнення
- Чемпіон Норвегії (2):

«Молде»: 2011, 2012